# Specjalizowany układ scalony

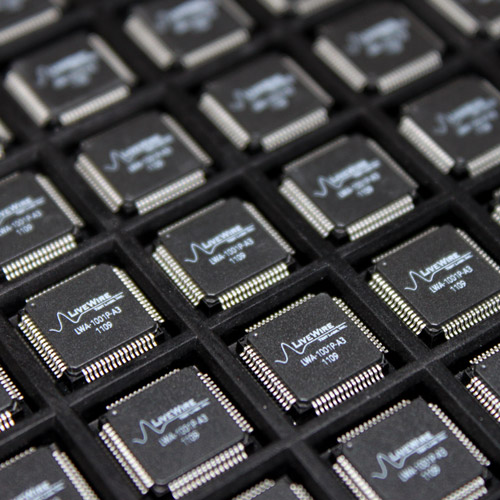
Specjalizowane układy scalone (konfekcjonowane na tacce)

Specjalizowany układ scalony, ASIC (od ang. application-specific integrated circuit) – układ scalony zaprojektowany do realizacji z góry określonego zadania.
Największą zaletą specjalizowanego układu scalonego jest to, że zastępuje cały zestaw układów ogólnego przeznaczenia, przez co jest mniejszy, tańszy, szybszy, bardziej niezawodny, zużywa mniej energii oraz wykonuje nowe funkcje zgodnie z pomysłem projektanta. Dodatkowo, przez użycie pojedynczego chipu, obniża się koszty projektowania, testowania, produkcji i montażu płytki drukowanej. Układ, który w jednej obudowie mieści kompletną funkcjonalność urządzenia, nazywa się system-on-a-chip (SoC).
Wadą specjalizowanych układów scalonych jest wysoki koszt opracowania i, co za tym idzie, wysoki koszt jednostkowy przy niewielkiej produkcji, a także mniejsza uniwersalność w porównaniu do mikroprocesorów oraz długi czas projektowania. Do budowy prototypów ASIC, jak również przy produkcji małoseryjnej, stosuje się najczęściej technikę bezpośrednio programowalnej macierzy bramek.
Układy tego typu są powszechnie stosowane, najczęściej jako:
- układy sterujące komputerów
- układy sterujące telefonów komórkowych
- układy szyfrujące i deszyfrujące
- układy szybkiego cyfrowego przetwarzania sygnałów analogowych
- układy przetwarzania obrazu i dźwięku
- układy wydobywające kryptowaluty.